# Safia chalerica
Safia chalerica är en fjärilsart som beskrevs av Felder 1874. Safia chalerica ingår i släktet Safia och familjen nattflyn. Inga underarter finns listade.